# Joe's Own Editor
 (novembre 2020).
Si vous disposez d'ouvrages ou d'articles de référence ou si vous connaissez des sites web de qualité traitant du thème abordé ici, merci de compléter l'article en donnant les références utiles à sa vérifiabilité et en les liant à la section « Notes et références ».
Pour les articles homonymes, voir Joe.
JOE, acronyme récursif de Joe's Own Editor (l'éditeur de Joe) est un éditeur de texte de la famille Emacs.
Convivial, léger et très simple d'utilisation, conçu pour Unix, il est distribué sur la plupart des distributions GNU/Linux et BSD.
C'est un logiciel libre distribué sous la licence GNU GPL.

## Histoire
Réalisé par Joseph H Allen en 1992, JOE fut donc l'un des tout premiers éditeurs disponibles sous GNU/Linux et BSD. Harry Fairhead considérait en 2012 la présence de cet éditeur à l'amorce de l'ordinateur Raspberry Pi comme un facteur favorable à l'apprentissage de la programmation.